# ウメ子 (テレビドラマ)
『ウメ子』は、2005年12月5日の21:02 - 22:54にTBS系列で放送されたスペシャルドラマ。主演は深田恭子。
松下電器産業（現:パナソニック）の一社提供で制作され、「ナショナルドラマスペシャル」として放送された。
阿川佐和子による同名小説をドラマ化した作品。

## キャスト
- 深田恭子
- 岡田義徳
- 村上茉愛（子役）
- 岩本千波（子役）
- 田中冴樹（子役）
- 薬師丸ひろ子
- 伊原剛志
- 宇梶剛士
- 宮地真緒
- 笹野高史
- 中尾ミエ
- 津川雅彦
- 木下ほうか
- 春木みさよ
- 坂田雅彦
- 山口あゆみ
- 橋本亜紀
- 深沢さやか
- こまつえみ
- 眞継ゆわ（桜銀花）
- 間中優子
- 三浦秀斗
- 田村友宏
- 高野翔司
- 成瀬優和
- 水口真名
- 間中博美
- 柴原奈津美
- 正木佐和
- かなやす慶行
- 新納敏正
- 棚橋ナッツ
- 甲野優美（子役）
- ささの堅太（子役）
- いはらつとむ
- ムラ
- チカパン
- フライング・ファーファンズ、大月キリストの教会幼稚園の皆さん、若葉幼稚園の皆さん、三宝幼稚園の皆さん、NEWSエンターテイメントスクール

## スタッフ
- 原作 - 阿川佐和子「ウメ子」（小学館文庫）
- 脚本 - 中谷まゆみ
- 監督 - 中原俊
- 音楽 - 羽毛田丈史
- エンディングテーマ - 風味堂「ママのピアノ」（ビクター/・スピードスターレコード）
- 撮影 - 猪本雅三
- 照明 - 奥村誠
- 録音 - 寺内大太
- 調整 - 坂上忠雄
- 録音 - 寺内大太
- 撮影助手 - 橋本彩子
- 照明助手 - 田部誠
- 録音助手 - 池田勇
- 調整助手 - 黒澤智
- 編集 - 冨田伸子
- 編集協力 - 須永弘志
- 選曲・効果 - 大貫悦男
- MA - 目黒達朗
- ヴィジュアルエフェクト - 泉谷修、矢ヶ崎綾子
- オンライン編集 - 山田典久
- カラリスト - 小山徹
- 美術 - 和田洋
- 装飾 - 平井浩一
- 持道具 - 関久美
- 大道具 - 天久信男
- 衣装 - 西留由起子
- スタイリスト - 外山由香里
- メイク - 佐藤優子、小泉尚子
- 医事指導 - 石田喜代美
- 劇中漫画 - 福山信
- 題字 - 山本祐司
- 助監督 - 久保朝洋、水村秀雄
- 制作担当 - 桑山和之
- 制作主任 - 竹内暢生
- スタントコーディネイト - 髙橋伸稔
- 劇中芝居協力 - 片岡直子
- 記録 - 杉山珠美
- 番組宣伝 - 河野裕之
- スチール - 大木道明
- 制作協力 - バル・エンタープライズ、KHKアート、むごん劇かんぱにい、パナソニック映像、日本エフェクトセンター、テックス、アルティメット・スタント、アーバンロケサービス、池谷幸雄体操倶楽部
- プロデューサー補 - 渡辺三季
- プロデューサー - 志村彰、高橋史典
- 制作 - TBS、The icon